# جون د. دبليو. كورلي
جون د. دبليو. كورلي (بالإنجليزية: John D. W. Corley)‏ هو ضابط أمريكي، ولد في 1951.